# Миусский трамвайный парк
Миу́сский трамва́йный парк (Миусское трамвайное депо, трамвайный парк имени П. М. Щепетильникова, ордена Октябрьской Революции 4-й троллейбусный парк имени П. М. Щепетильникова) — ансамбль промышленной архитектуры в Москве на Лесной улице. Владение бывшего Миусского трамвайного парка занимает квартал, ограниченный Лесной, 1-й и 2-й Миусскими улицами и Миусским переулком, общая площадь составляет 17,4 тыс. м². Планировка депо сохранилась с 1870-х годов практически в неизменном виде. Комплекс зданий включает административно-жилой корпус, жилой дом, большой и малый вагонные ангары, мастерскую, кладовую с проходной и ограду.
С 1874 года носил название «Миусский парк», с 1921-го — «Трамвайный парк имени П. М. Щепетильникова», с 1957 по 2014 год — «4-й троллейбусный парк имени Щепетильникова». С 2014-го депо было закрыто, в 2016 году ансамбль получил статус объекта культурного наследия. По решению правительства Москвы для проведения реставрации и приспособления под современное использование был привлечён частный инвестор — группа компаний «Киевская площадь», принадлежащая Году Нисанову и Зараху Илиеву. Идея открыть на месте Миусского трамвайного парка гастрономический квартал принадлежит Владиславу Юсупову, двоюродному брату Нисанова. Ремонтные работы завершились в 2019 году.

## История

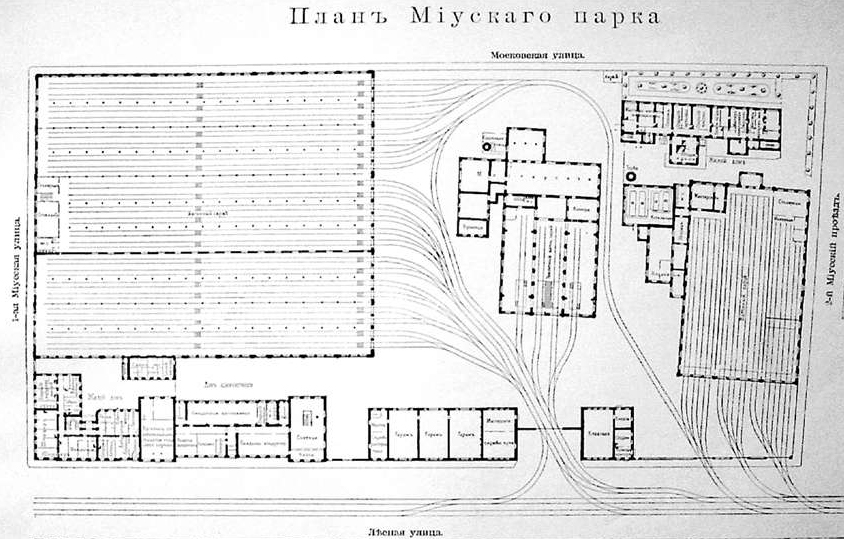
Генеральный план Миусского трамвайного парка, 1908 год

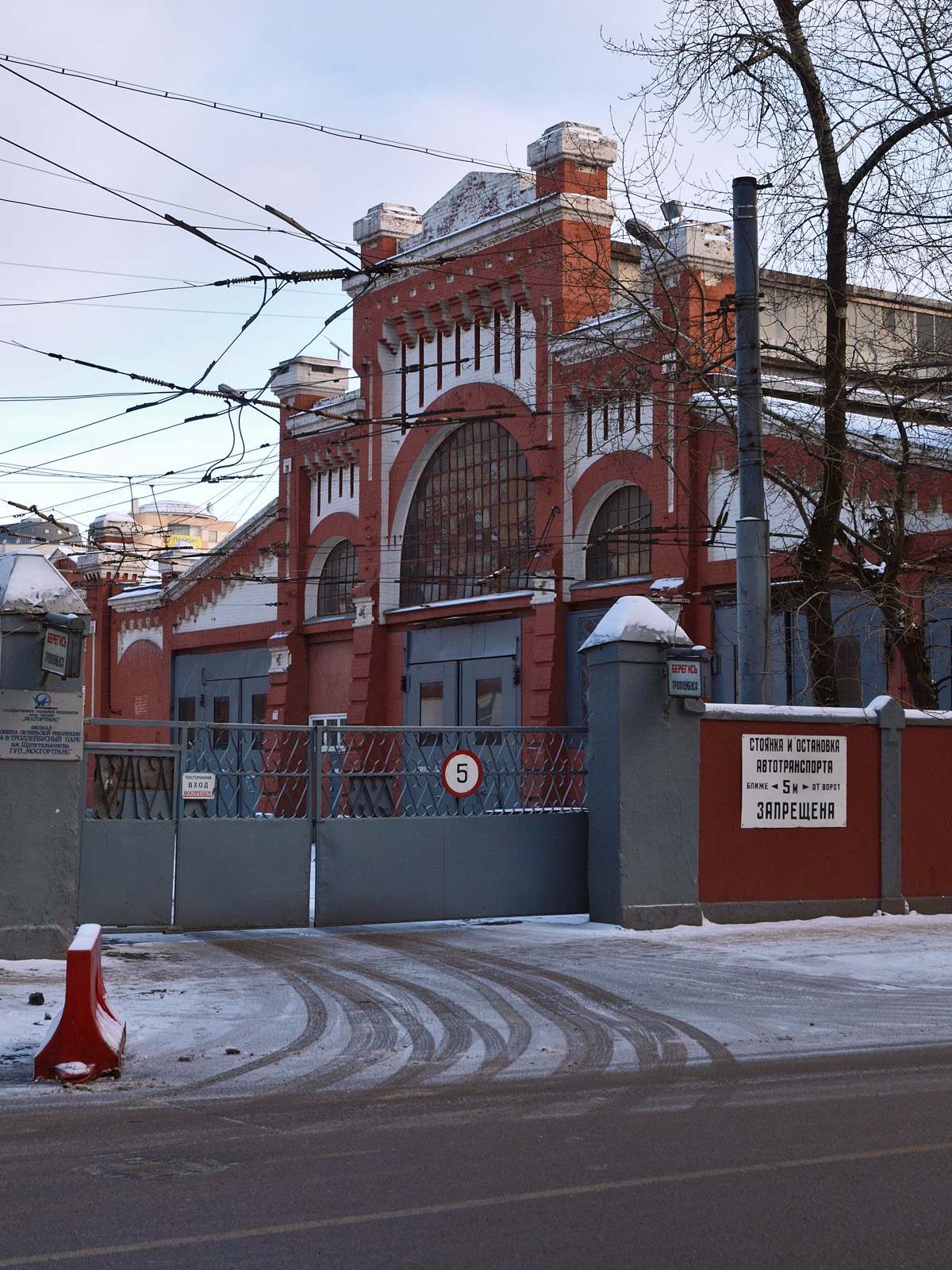
Въездные ворота и вагонный ангар, 2009 год

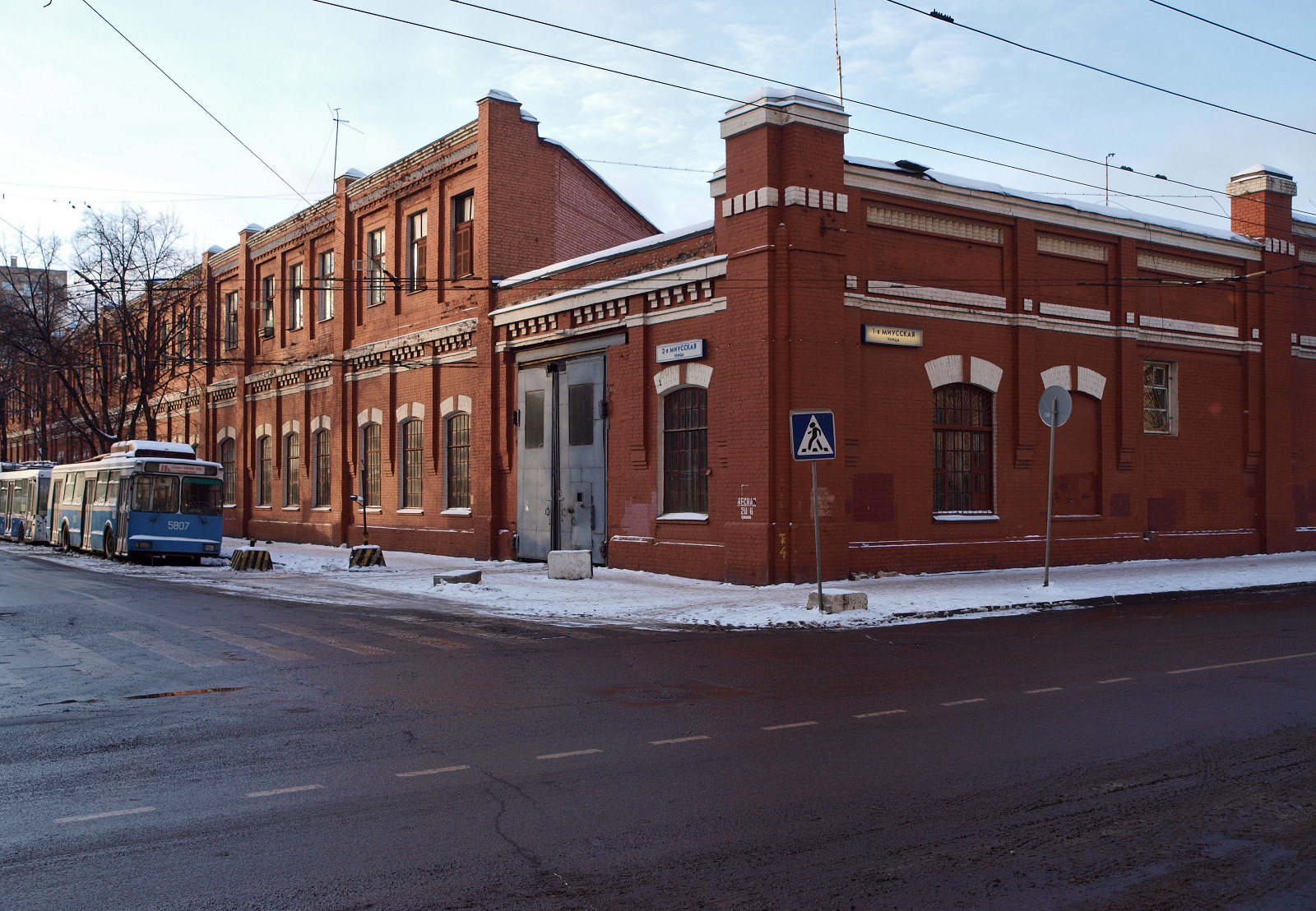
Пересечение 1-й и 2-й Миусских улиц, 2009 год

### Конно-железнодорожный парк
Эксперименты со строительством конно-железных дорог в Москве начались с 1870-х годов, уже в 1872-м были пущены первые две линии. Опыт их эксплуатации оказался успешным, поэтому в конце 1873 года столичная управа заключила контракт с графом Алексеем Уваровым на создание полноценной сети. Для обслуживания «конки» требовалось отдельное депо — так было решено открыть Миусский парк, подряд на его строительство получил московский купец Иван Андреевич Бусурлин.
Всего за один год в 1874-м был построен целый комплекс зданий: мастерская, конюшня на 114 голов, вагонный сарай на 100 вагонов, казарма, три склада. Также на территории Миусского парка находились колодец, полицейская будка и магазины для служащих. Периметр депо обнесли забором с двумя широкими въездными воротами. Постройки преимущественно были деревянными. Открытие состоялось в августе 1874 года, 3 сентября в газете «Русские ведомости» опубликовали репортаж с торжественного мероприятия: в присутствии генерал-губернатора князя Владимира Долгорукова и других почётных гостей архиепископ Леонид отслужил молебен и окропил святой водой вагоны.
Единственное неудобство, бросившееся всем в глаза, заключается в чрезвычайно крутых поворотах, вследствие чего на подобных местах в день открытия стояло по нескольку рабочих, которые дружными усилиями направляли вагоны на надлежащий путь. <...> несмотря на это, во время переезда от Петровского парка до Иверской часовни вагоны по нескольку раз сходили с рельсов.
К 1875 году конка в столице насчитывала 7 линий и свыше 70 двухэтажных вагонов, которые перевозили по 8 млн пассажиров в год, а к 1891-му — уже 11 линий, 325 вагонов и 1539 лошадей. Из 6 обслуживающих эту сеть парков Миусский был крупнейшим.

### Трамвайный парк
В 1901 году начались работы по постройке первых опытных линий городского трамвая. На Миусской площади была открыта электрическая подстанция, а депо модернизировали под совместную эксплуатации конки и электрического трамвая. В 1907-м Миусский парк полностью перешёл на обслуживание нового трамвая и в 1908—1911 годах активно перестраивался. Все деревянные здания снесли и заменили каменными, в этот период появились двухэтажное здание администрации, вагонный, механический и электрический цеха.
Ансамбль Миусского парка отражает идею своей эпохи — «строить заводы как дворцы». Так называемый «кирпичный стиль» промышленной застройки того времени объединяет традиции русского зодчества с элементами романской и готической архитектуры. Комплекс зданий спроектировали архитекторы Михаил Николаевич Глейниг и Николай Константинович Жуков. Все фасады выдержаны в едином парадном стиле, кирпич красного цвета контрастирует с белыми элементами декора: аркатурными поясами, аттиками, декоративными фризами, фигурными лопатками, филёнками. Административное здание и вагонный ангар оформлены высокими окнами с полукруглым верхом, отделанными кирпичным рустом и веерными перемычками. Интерьеры решены сдержанно, в них выделялись метлахская плитка пола и филенчатые двери. Автором конструкции ангара чаще всего называют инженера Владимира Шухова. Мнения экспертов на этот счёт расходятся — известно, что Шухову приписывают массу зданий, архитектурой которых на самом деле он не занимался. Здание отличается высокими пролётами, каркас составляют стальные клёпаные фермы, общий размер — 29 на 70 метров, 8 световых фонарей, расчётная вместимость — 250 вагонов.
Рельсовую сеть и инженерную часть проекта разработал один из ведущих специалистов в области железнодорожного транспорта — Николай Абрамович Сытенко. «Веер» путевых выездов занял значительную часть территории Лесной улицы.
В 1914 году в Миусском трамвайном парке вагоновожатым и кондуктором служил писатель Константин Паустовский. Позднее в парке работал большевик Михаил Калинин, начал свою карьеру Александр Павлович Леонов — его имя впоследствии присвоили Василеостровскому трамвайному парку в Санкт-Петербурге.
Миусский парк помещался на Лесной улице, в красных, почерневших от копоти кирпичных корпусах. Со времен моего кондукторства я не люблю Лесную улицу. До сих пор она мне кажется самой пыльной и бестолковой улицей в Москве.
Воспоминание о ней связано со скрежетом трамваев, выползающих на рассвете из железных ворот парка, с тяжелой кондукторской сумкой, натиравшей плечо, и с кислым запахом меди. Руки у нас, кондукторов, всегда были зелеными от медных денег. Особенно если мы работали на «медной линии».
«Медной линией» называлась линия «Б», проходившая по Садовому кольцу. Кондукторы не любили эту линию, хотя москвичи и называли ее с умилением «Букашкой». Мы предпочитали работать на «серебряной» линии «А» — на Бульварном кольце. Эту линию москвичи называли тоже ласково «Аннушкой».Константин Паустовский «Книга о жизни. Беспокойная юность. Медная линия»
Косвенно с Миусским депо связан ещё один эпизод: в 1907 году работавший в нём слесарь, участник революции 1905 года Сергей Зуев был казнён в наказание за убийство своего начальника Ф. Кребса. Впоследствии именем Зуева назвали дом культуры коммунальников неподалёку от парка работы архитектора Ильи Голосова, один из выдающихся образцов московского конструктивизма.
В ноябре 1921 года парку было присвоено имя Петра Щепетильникова, ранее работавшего в нём слесарем, — активного участника революционных событий 1905 года. Дружина под его руководством вела боевые действия на баррикадах, которые были построены на Миусской площади, в Весковском переулке и самом трамвайном депо.
В трамвайный парк пригоняли на ремонт трамваи со всего города. В 1924 году на базе его мастерских был построен планёр «Комсомолец» Петра Клементьева. В начале 1930-х прошёл последний этап строительства — тогда к административному и жилому корпусам добавили вторые этажи.

### Троллейбусный парк
В 1952 году началась реконструкция комплекса под троллейбусный парк, переходный период длился чуть больше двух лет. К июлю 1955-го парк уже насчитывал 93 троллейбуса марки МТБ-82 для 6 линий. 11 ноября 1957 года эксплуатация трамваев была прекращена.
В 1950—1960 годах в депо достроили небольшие служебные здания, выдержанные в едином стиле с основным ансамблем. В 1980-х годах провели частичный внутренний ремонт и замену перекрытий. В целом с середины по конец XX века Миусский парк не претерпел значительных изменений.
11 апреля 2014 года 4-й троллейбусный парк имени Щепетильникова был упразднён, одиннадцать его маршрутов перешли под управление 5-му, 6-му и Новокосинскому троллейбусным паркам.
| №  | Конечные пункты                                | Передан в парк | Дата передачи    |
| -- | ---------------------------------------------- | -------------- | ---------------- |
| 3  | Улица Милашенкова — Трубная площадь            | 6              | 5 апреля 2014    |
| 10 | Даниловская площадь — Самотёчная площадь       | 5              | 18 января 2014   |
| 18 | Рижский вокзал — Стрельбищенский переулок      | 5              | 18 января 2014   |
| 29 | Улица Милашенкова — Метро «Динамо»             | 6              | 5 апреля 2014    |
| 30 | Метро «Выхино» — Проезд Энтузиастов            | НАТП           | 26 сентября 2009 |
| 35 | Улица Маршала Тухачевского — Тишинская площадь | 5              | Апрель 2013      |
| 42 | Рижский вокзал — Метро «Динамо»                | 5              | 30 ноября 2013   |
| 47 | Бескудниковский переулок — Самотёчная площадь  | 6              | Июнь 2013        |
| 95 | Метро «Краснопресненская» — Савёловский вокзал | 5              | 19 сентября 2009 |
| Б  | Курский вокзал                                 | 5              | 5 апреля 2014    |
| Бк | Смоленский бульвар                             | 5              | 12 апреля 2014   |

## Редевелопмент
После закрытия троллейбусного парка в прессе появилась информация о том, что «Мосгортранс» собирается отдать его территорию под коммерческую застройку. Эта новость вызвала широкий общественный резонанс. Местные жители организовали митинг против разрушения ансамбля. В 2016 году была проведена экспертная оценка сохранности Миусского парка. По ее итогам установили, что здания находились в удовлетворительном состоянии, однако нуждались в ремонте фасадов. Появились предложения создать в парке музей троллейбусной техники. В ноябре 2017 года Миусское депо признали объектом культурного наследия и присвоили ему охранный статус, запрещающий любые изменения в историческом облике зданий.
В 2017 году было решено привлечь к восстановлению парка частных инвесторов. 21 марта объект выставили на аукцион с начальной ставкой в 73,1 млн рублей в год. Торги за право долгосрочной аренды Миусского парка выиграла частная инвестиционная группа, сумма ежегодного взноса составила 120,6 млн рублей, срок — 49 лет. Договор обязывает нового владельца провести комплексную реставрацию всего ансамбля и приспособить его к современному использованию, однако запрещает нарушать исторический облик и размещать на территории вредные или шумные производства. По заявлению арендатора, в парке планируется создать гастрономический центр «Депо», в который войдут рынок, кафе и рестораны. Ориентировочный срок открытия — 2019 год, проект и непосредственные работы должны будут идти под контролем Департамента культурного наследия Москвы.
В ноябре 2017 года Миусский трамвайный парк получил статус памятника культурного наследия регионального значения. В число охраняемых объектов вошло пять зданий на территории депо: административно-жилой корпус, большой вагонный сарай, мастерская, вагонный сарай с котельной, кладовая с проходной, а также ограда вокруг трамвайного парка.
В январе 2019 года реставрация ансамбля парка была завершена. После реставрации каждый корпус обрел тот внешний вид, который имел на момент постройки. Корпуса депо приспособили под современные нужды. В оконные проемы установили современные энергосберегающие стеклопакеты в металлических рамах, при этом раскладка витражей в них аналогична оригинальной. Также были обновлены инженерные коммуникации, установлены пожарная сигнализация и система вентиляции.
С февраля 2019 года в парке начала работу сеть ресторанов фуд-молл «Депо Москва».